# Сиссоко, Ибрахим
Ибрахим Сиссоко (нидерл. Ibrahim Cissoko; 26 марта, 2003) — нидерландский футболист, вингер французской «Тулузы», выступающий на правах аренды за английский клуб «Болтон Уондерерс».

## Клубная карьера
Воспитанник клубов «Витесс» и «ВВВ-Венло», 16 января 2021 года Ибрахим Сиссоко подписал свой первый профессиональный контракт с клубом НЕК, к академии которого присоединился в 2016 году. 29 апреля 2022 года дебютировал за НЕК, выйдя на замену в матче Эредивизи против клуба «Утрехт».
8 июня 2023 года французский клуб «Тулуза» объявил о трансфере Сиссоко. Ибрахим присоединится к новому клубу 1 июля 2023 года.
9 июля 2024 года ушёл в аренду в английский клуб «Плимут Аргайл» до конца сезона 2024/25.